# Агіра
Аґіра або Башений (крим. Agira) — мис східної частини Південного узберезжжя Криму, південний край Капсихорської бухти.
Мис розташований на 4 кілометри на південний захід від села Капсихор (Морське).

## Етимологія
На мисі розташована середньовічна вежа-донжон Чобан-Куле, поселення Тассілі, що належало генуезьцям братам ді Гуаско. Від генуезької вежі мис і отримав свою назву. Інша назва мису, «Агіра», походить від ср.тюрк. «агир», важкий.

## Археологія
На Баштовому мисі (в районі села Морське, де розташований Чобан-Куле) було виявлено гончарні печі VIII—IX століть. Печі були врізані в схил, що підноситься, і складені із сирцевої цегли. Виробляли в основному круглодонні яйцеподібні амфори, плоскодонні судини, круглі плоскі фляги і піфоси для продажу по всьому кримському узбережжю, де був потрібен гончарний посуд.
Від замку XV століття братів Гуаско залишилася лише кругла дозорна вежа (донжон) і біля її підніжжя залишки стін. Крім цього на мисі Баштовий було виявлено частини житлових будинків, які становили раніше селище при замку.